# Amaury Sport Organisation
Amaury Sport Organization (ASO) je francouzská společnost, která je součástí mediálního konglomerátu Groupe Amaury. Je známá především jako organizátor profesionálního cyklistického etapového závodu Tour de France. Její hlavní sídlo se nachází v Boulogne-Billancourt a ředitelem je Jean-Étienne Amaury. Firma dosáhla v roce 2020 výnosu přes 195 milionů eur.
Před druhou světovou válkou pořádal Tour de France časopis L'Auto. Po válce byl zrušen, protože jeho šéf Jacques Goddet kolaboroval s nacisty, a závod přešel pod patronát nového listu L'Équipe. V roce 1968 se stal jeho majitelem Émilien Amaury, vydavatel Le Parisien. Amaury Sport Organization vlastnící práva na značku Tour de France vznikla 1. září 1991.
Kromě TdF pořádá Amaury Sport Organisation také cyklistické závody Paříž–Nice, Critérium du Dauphiné, Tour de l'Avenir, La Course by Le Tour de France, Lutych–Bastogne–Lutych, Valonský šíp, Kolem Německa, Volta a Catalunya, Arctic Race of Norway a Kolem Ománu, automobilovou Rallye Dakar, golfový turnaj Open de France, jachtařský závod Tour de France à la voile, Barcelonský maraton a Pařížský maraton. V minulosti také organizovala Critérium International a Silk Way Rally.